# Moldavisch basketbalteam (vrouwen)
Het Moldavisch nationaal basketbalteam is een team van basketballers dat Moldavië vertegenwoordigt in internationale wedstrijden. Het team heeft zich tot op heden twee keer geplaatst voor Eurobasket.

## Eurobasket
- Eurobasket vrouwen 1995: 6e
- Eurobasket vrouwen 1997: 7e